# کلاودیو کاسینلی
کلاودیو کاسینلی (ایتالیایی: Claudio Cassinelli؛ ‏ ۱۳ سپتامبر ۱۹۳۸ – ۱۳ ژوئیهٔ ۱۹۸۵) بازیگر اهل ایتالیا بود.
از فیلم‌هایی که وی در آن نقش داشته‌است، می‌توان به شب بزرگ، راهزن، پلیس قاتل، آلونسانفان، هرکول، عمر مختار، الماس‌های آغشته به خون، مرگ مشکوک یک دختر کم سن‌وسال، رودخانه تمساح بزرگ، کوه خدای آدم‌خوار، جزیره مردان ماهی‌نما، قتل در گورستان اتروسک، انتقامجویی از آینده، ماجراهای هرکول و گالیله اشاره کرد.